# Historia de la configuración territorial de Cantabria

La comunidad autónoma de Cantabria en el conjunto de España.

Cantabria es una comunidad histórica cuyas primeras referencias nos llegan desde los romanos. En las edades del Bronce y del Hierro los cántabros eran una serie de tribus o clanes (blendios, vadinienses, concanos, etc.) que se expandían por un territorio mucho mayor que la Cantabria actual, incluyendo amplias zonas de Asturias y Castilla y León. La primera organización territorial de la región la constituyó el ducado de Cantabria, aunque su historia e incluso sus límites no han sido esclarecidos. La realidad que parece subyacer es que una parte de los cántabros, descendientes directos de los antiguos, seguían viviendo de acuerdo a muchas de sus costumbres y habían sido escasamente romanizados. El último duque de Cantabria, Alfonso I, al acceder al trono de Asturias, sustituyó el título de duque por el de rey. Desde entonces Cantabria se ha dividido en diversas demarcaciones territoriales de mayor y menor importancia e interacción hasta 1796, fecha en que Castro Urdiales, Laredo y otros territorios se unieron a la provincia de Cantabria nacida en 1778, génesis y una de las principales justificaciones históricas de la comunidad autónoma actual.

## Edad Media

### Alta Edad Media
El Ducado de Cantabria, un territorio impreciso y bastante desconocido con capital en Amaya, parte teóricamente del Reino visigodo de Toledo, no puede considerarse aún a día de hoy una institución predecesora de la comunidad autónoma que conocemos. No se sabe si existió alguna otra división o partición en la actual Cantabria a ciencia cierta.

### BajaEdad Media
A partir de la fusión del Ducado de Cantabria con los territorios astures, formando el Reino de Asturias, Cantabria no tiene una fisonomía política definida, sino que se divide en multitud de territorios que van cayendo sucesivamente bajo el poder de diversos señores, entre los que destacaron los duques del Infantado. La mayor parte del occidente de Cantabria estaba teóricamente ocupado por la Merindad de las Asturias de Santillana, de cuyo nombre de deduce, sin ser una afirmación sin réplica, que su capital era Santillana del Mar. Otras demarcaciones territoriales eran Liébana, Trasmiera y la Merindad de Campoo.
Desde el siglo XII y especialmente a partir del XIII adquieren importancia las villas costeras de Cantabria en el contexto castellano. Obtienen fueros, comercian, crean atarazanas y construyen barcos militares, expandiendo su influencia. La unión de estas villas dio lugar a diversas jurisdicciones, como la Hermandad de las Cuatro Villas de la Costa del Mar.

## Edad Moderna
Entre los siglos XVI y XVIII se crearon una serie de juntas que trascendieron las tradicionales demarcaciones o concejos de los valles. De esta manera aparecen en el territorio que hoy ocupa Cantabria una excesiva cantidad de órganos jurisdiccionales: la Junta General de la Provincia de Liébana, la Junta General de Trasmiera, la Junta General de la Merindad de Campoo, la Junta de las Cuatro Villas de la Costa y la Junta General de la Provincia de los Nueve Valles. Esta última, donde se reunían en asamblea los representantes de la Provincia de los Nueve Valles de las Asturias de Santillana desde 1581, año en el que se resolvió el Pleito de los Nueve Valles, invitó a otras jurisdicciones a Puente San Miguel (entonces Bárcena de la Puente) para crear el 28 de julio de 1778 la provincia de Cantabria. Hoy se considera este hecho el primer paso en la conformación de la moderna comunidad autónoma, si bien ya lo habían intentado dar las Cuatro Villas de la Costa décadas antes, sin éxito. La provincia se completó en 1796 con los territorios más orientales, como la villa de Castro Urdiales, que no habían sido invitados a la primera junta y que tenían miras en Vizcaya, debido a su gran auge económico. Por otra parte, Santander retrasó desde el principio su adhesión, pues quería arrebatarle la capitalidad al pequeño pueblo de Bárcena la Puente.

## Edad Contemporánea

Bandera de la provincia marítima de Santander (-actualidad), oficial para las provincias de Santander y Cantabria desde 1845.

### Las provincias de Santander
Con la creación de las provincias marítimas de Carlos IV la provincia de Cantabria dejó de existir, constituyéndose en su lugar la provincia marítima de Santander (25 de septiembre de 1799), cuya integración se dio por finalizada en 1833. Este intento de la monarquía por racionalizar el territorio español en general y el cántabro en particular era complementario de la creación, en el plano religioso, de la diócesis de Santander en 1754, y en el económico del Real Consulado de Santander en 1785. Tal provincia, con capital en Santander, población recientemente enriquecida por el comercio marítimo, asumió competencias en materia de rentas, aunque en otros asuntos siguió existiendo una complejidad institucional que desarticulaba el territorio, y tales competencias desaparecieron en 1803.
Con los cambios operados con la Revolución Francesa y la ocupación napoleónica, la provincia marítima de Santander se disolvió, naciendo el 17 de abril de 1810 la provincia o prefectura de Santander de la mano de José I y en el marco de una nueva organización territorial de la península ibérica. No obstante el bando nacional, al amparo de la Constitución de 1812, quiso crear la provincia constitucional de Santander. Entre los años 1810 y 1812 existieron diversos delegados para algunas de las antiguas demarcaciones de las juntas, sin que se oficializara la provincia pactada, creando una confusión institucional en el territorio cántabro, mezclándose además de los intereses regionales los del Consulado de Burgos, pues Santander era el puerto por donde exportaba sus productos. De esta manera, cuando en 1813 un real decreto dispuso que la creación de ayuntamientos era competencia provincial, Burgos y Santander se disputaron este derecho. En enero de 1814 se creó en Santander la Junta General de las Montañas de Santander con el objetivo de reunir todas las instituciones allí, en lo que no tuvo éxito.
Cuando Fernando VII se negó a jurar la Constitución y disolvió las Cortes de Cádiz, todos los esfuerzos descritos cayeron en saco roto, pues se retornó a la situación anterior a la ocupación; es decir, Cantabria, que había disfrutado en parte de un gobierno autónomo, aunque confuso y disputado, volvió a ser potestad económica de la Intendencia de Burgos, mientras que el resto de aspectos de gobierno se repartieron entre otras instituciones. El Sexenio Absolutista supuso un paréntesis al reconocerse de nuevo la provincia marítima de Santander, gracias fundamentalmente al cántabro Pedro Cevallos Guerra, entonces secretario de Estado. Esta provincia fue también efímera, creándose durante el Trienio Liberal la provincia de Santander (1822-1823), con 123 municipios. En 1833, con la división administrativa de Javier de Burgos, se creó una nueva provincia de Santander. Con diferentes competencias y ordenanzas esta provincia sobrevivió fundamentalmente igual hasta la creación de la actual Cantabria en el siglo XX, ya gobernada autónomamente respecto de Burgos.
La provincia se adaptó bien a la primera restauración. Estaba dividida en tres zonas electorales (Cabuérniga, Santander y Castro Urdiales-Laredo, u oeste, centro y este); entre ellas elegían cinco diputados para el Congreso. Tres de los cinco correspondían a la zona de Santander ciudad. En la de Santander dominaron los conservadores hasta 1902, mientras que en el resto lo hicieron los liberales. No obstante no hubo enfrentamientos violentos y el pacto electoral entre partidos se mantuvo a pesar de la escasa estabilidad política nacional.

### Regionalismo de principios delsigloXX
El proceso decimonónico supuso la independencia legislativa de Burgos, pero Cantabria (la provincia de Santander) seguía formando parte de Castilla la Vieja. De todas formas, las clases populares nunca se identificaron con Castilla ni los habitantes de la provincia se consideraban nunca castellanos. Los primeros intentos de segregación son débiles, ya que, a pesar del auge del regionalismo, la idea de la creación de una autonomía castellana dentro de la cual Santander fuera una provincia (la salida al mar de Castilla) puede tomarse por la tónica general de los años 1930. Es más, los regionalistas conciliaron sus ideales con los castellanos. Quizá, el mayor impedimento para la creación de una autonomía cántabra fue que el territorio seguía dividido en comarcas muy plurales, que habían arrastrado unas instituciones desgregadas desde la Edad Media hasta el siglo XIX. Pero sobre todo, fue la burguesía de la capital cántabra la que no veía con buenos ojos una autonomía para Cantabria, por el temor a ver disminuido su poder en el posible nuevo ente regional.
Es importante, sin embargo, el intento de consolidar una identidad regional totalmente unitaria y dd sustituir el nombre de «Santander», que había dominado la mayor parte del siglo XIX, por el más antiguo y tradicional de «Cantabria». Este cambio fue frustrado por la caída de la II República. Durante la guerra civil española, el Consejo Interprovincial de Santander, Palencia y Burgos (de febrero a agosto de 1937) supuso una especie de precedente de la autonomía cántabra.
En este auge por encontrarse con una identidad territorial propia algunas instituciones mercantiles, culturales y deportivas se denominaron cántabras. Son notorios los casos de los selecciones deportivas regionales que, desde su origen en los años 1920, siempre se han llamado Cantabria, aunque la región se llamase oficialmente Santander; ejemplos son la Selección de Cantabria de Fútbol que disputó su primer partido oficial el 9 de marzo de 1924; un año después se disputó la I Vuelta a Cantabria, en la cual un trofeo fue para los ciclistas "pertenecientes a la región de Cantabria". También algunas organizaciones políticas usaron tal denominación, como el jefe regional de Cantabria del Partido Carlista santanderino así como Acción Popular de Cantabria. Determinados medios escritos de principios del siglo XX eligieron llamarse Cantabria, como los periódicos El Pueblo Cántabro (1914), La Voz de Cantabria (1927), La Región Cántabra, Magisterio Cántabro (1921), y El Ideal Cántabro (1905), así como las revista Cantabria de las colonias cántabras de Buenos Aires (1923) y Cádiz (1911). Durante el siglo XIX, también existieron los periódicos El Vigilante Cántabro (1841), El Correo de Cantabria (1882), El Eco de Cantabria (1861), La Revista Cántabro-Asturiana (1877) La Voz Cántabra (1897), entre otros, así como la sociedad mercantil Crédito Cántabro (1861). En 1890, la imprenta de El Atlántico sacó a la luz la majestuosa obra De Cantabria, en que la participó la élite de la intelectualidad montañesa. En 1896, partió desde el puerto de Santander hasta Cuba el Batallón de Voluntarios de Cantabria para defender la españolidad de la isla. Para finalizar con esta lista, que no es exhaustiva ni mucho menos, diremos que Benito Pérez Galdós escribió en 1876 Cuarenta leguas por Cantabria para la "Revista de España" (Madrid), dónde narra sus impresiones acerca del viaje que realizó por la parte occidental de la Provincia de Santander en compañía de José María de Pereda y Andrés Crespo.
Hasta entonces, la denominación de Cantabria, usada con cierta cotidianidad para referirse a la provincia santanderina, cohabitaba con las de Santander (y lo fue hasta la Transición Española) y La Montaña, aunque en el ámbito político y el contexto español se empleaban las dos últimas. Durante el franquismo hubo quien le quiso adjudicar al nombre de Cantabria una connotación exclusivamente regionalista y diferenciadora. El bando sublevado, que había combatido las tendendecias diferenciales regionalistas y nacionalistas, entendía que el término Cantabria implicaba una provincia de Santander con identidad propia y diferente a Castilla la Vieja, región a la que pertenecía la provincia de Santander, si bien entonces las regiones no tenían ninguna competencia administrativa. Estas circunstancias hicieron que la denominación Cantabria no tuviera tanta difusión como la que había poseído antes de la Guerra Civil.
Quizás debido a esto, en el año 1963, el presidente de la Diputación Provincial de Santander, Pedro Escalante, inició los trámites necesarios para cambiar oficialmente el nombre de la provincia. El apoyo fue casi unánime, adhiriéndose 99 municipios de los 102 actuales, así como el Consejo Provincial del Movimiento y la Hermandades Nacional y Provincial de Alféreces Provisionales. Únicamente los municipios de Santander, Valdeprado del Río y Peñarrubia se posicionaron en contra del cambio.
Cabe destacar también el primer gran intento autonomista del siglo XX en Cantabria, cuando en 1936 se presentó un proyecto de estatuto que fue llamado Cántabro-Castellano puesto que abría la puerta a la segregación del territorio cántabro junto a "otros ayuntamientos del litoral cantábrico y del interior de Castilla que, por afinidad de intereses y relaciones, desearan incorporarse al mismo". Este propósito quedó truncado con el inicio de la guerra civil española.

### Cantabria, realidad autonómica
Durante la transición democrática, diferentes aspectos socioeconómicos hicieron resurgir con más fuerza el cantabrismo o regionalismo cántabro, produciéndose debates entre posturas partidarias y opositoras a la autonomía cántabra. Este debate quedó reflejado en la primera versión del Estatuto de Autonomía, donde se escribió la posibilidad de que Cantabria pudiera convertirse en provincia de Castilla y León (cláusula posteriormente eliminada). Los primeros grupos regionalistas que abogan por una realidad regionalista y autonómica son ADIC (1976) y el Partido Regionalista Cántabro (1978). Durante los primeros años de la democracia el regionalismo fue plenamente asumido, de manera que ese artículo (el 58) fue suprimido en la reforma de 1998.
Este proceso tardío tiene sus raíces en la crisis de los años 1970, pues Cantabria había estado económicamente ligada a Castilla desde el siglo XVIII, siendo un intermediario entre ésta y Europa primero, y con las colonias españolas después. Con la crisis y el cese de la afluencia de capital, las diferencias culturales entre el territorio cántabro y el castellano fueron puestas de relieve,[cita requerida] y se examinó entonces la historia regional, fijándose especialmente en aquella realidad que había sido la antigua provincia de Cantabria de 1778. Otro de los motivos que hizo posible el renacimiento del regionalismo fue el tejido industrial y agrario que durante los siglos XIX y XX fortalecieron la estructura territorial cántabra y le dieron una identidad diferente de la castellana.